# سید شبر علوی
سید شبر علوی (انگلیسی: Sayed Shubbar Alawi؛ زادهٔ ۱۱ اوت ۱۹۸۵) بازیکن فوتبال است.
از باشگاه‌هایی که در آن بازی کرده‌است می‌توان به باشگاه فوتبال النجمه بحرین اشاره کرد.
وی همچنین در تیم ملی فوتبال بحرین بازی کرده‌است.